# I Lied My Face Off
I Lied My Face Off è un EP del gruppo musicale statunitense Alkaline Trio, pubblicato nel 1999.

## Tracce
Side A
1. Goodbye Forever – 2:50
2. This Is Getting Over You – 4:47

Side B
1. Bleeder – 4:30
2. I Lied My Face Off – 4:09

## Formazione
- Matt Skiba – chitarra, voce
- Dan Andriano – basso, cori
- Glenn Porter – batteria